# دستور جمهورية أرتساخ

علم جمهورية ناغورني قرة باغ

شعار جمهورية مرتفعات قرة باغ

دستور جمهورية مرتفعات قرة باغ هو دستور جمهورية مرتفعات قرة باغ اعتمد عبر إستفتاء وقع في 10 ديسمبر 2006. كان مجموع المشاركين في الإستفتاء هو 077 90، و صوت 279 77 بالقبول بالدستور ما يساوي 98,58% في حين صوت 544 بالضد ما يساوي 0,7%. 

هذا الدستور أسس جمهورية مترفعات قرة باغ، حيث تكون دولة ذات سيادة و ديمقراطية على أسس العدالة الاجتماعية و دولة القانون.

عبر هذا الدستور تم إقرار خانكندي لتكون عاصمة للبلاد.

يتكون هذا الدستور من 12 بابا و 142 فصلا.
- يوجد في بداية الدستور توطئة:
  - تبدأ بعبارة : نحن، شعب آرتساخ.
  - و تنتهي بعبارة : لنا نحن، و للأجيال القادمة، و لكل من يريد العيش في آرتساخ، نعتمد و نعلن هذا الدستور .
- يقر الجزء الأول من الفصل الأول في الدستور أن :
  - جمهورية ناغورنو قرة باغ، آرتساخ، هي دولة ديمقراطية ذات سيادة تقوم على العدالة الاجتماعية و سيادة القانون.
- و يقر الجزء الثاني من الفصل الأول في الدستور أن :
  - جمهورية ناغورنو قرة باغ و جمهورية آرتساخ هي تسمية واحدة و تدل على نفس المعنى.

## أبواب الدستور
| رقم الباب | اسم الباب                                                | عدد الفصول |
| --------- | -------------------------------------------------------- | ---------- |
| I         | أسس النظام الدستوري                                      | 1-16       |
| II        | الحقوق المدنية و الأنسانية الأساسية و الحريات و الواجبات | 17-60      |
| III       | رئيس الجمهورية                                           | 61-75      |
| IV        | الجمعية الوطنية                                          | 76-98      |
| V         | الحكومة (الوزير الأول)                                   | 99-107     |
| VI        | النظام القضائي                                           | 108-116    |
| VII       | المدعي العام                                             | 117-118    |
| VIII      | ديوان المظالم                                            | 119-120    |
| IX        | دائرة الرقابة                                            | 121-122    |
| X         | الحكم الذاتي المحلي                                      | 123-132    |
| XI        | إعتماد الدستور، التعديلات و الإستفتاء                    | 133-136    |
| XII       | الأحكام الختامية و الانتقالية                            | 137-142    |

## روابط خارجية
- الموقع الرسمي لدستور جمهورية مرتفعات قرة باغ
- نص دستور جمهورية مرتفعات قرة باغ